# Keiretsu
Keiretsu (japanska:keiretsu, 系列) kaldes de japanske horisontalt integrerede virksomhedskonglomerater som ejer store dele af den japanske industri. De har sin oprindelse i førkrigstidens zaibatsuer, som efter Stillehavskrigen delvist blev fortsat gennem alliancer og opkøb. Nogle af disse virksomheder er centreret omkring en bank og kan kaldes for horisontielle. 

## Horisontale keiretsu
Der findes fem moderne konglomerater (5大企業集団):
- Mitsubishi
- Mitsui
- Sumitomo
- Mizuho
- Sanwa

## Vertikale keiretsu
Flere japanske virksomheder er vokset til virksomhedskonglomerater uden den centrale kapitalstøtte fra en bank. Disse vertikale keiretsu findes først og fremmest indenfor bil- og elektronikindustrien. Hvoraf Toyota er den største.
Bilindustri:
- Toyota
- Nissan
- Honda
- Daihatsu
- Isuzu

Elektronik:
- Hitachi
- Toshiba
- Sanyo
- Matsushita
- Sony

| Erhverv og erhvervsliv | Spire Denne artikel om erhverv, erhvervsliv og arbejdsmarked er en spire som bør udbygges. Du er velkommen til at hjælpe Wikipedia ved at udvide den. |